# فرنان گروه
فرنان گَروه (فرانسوی: Fernand Gravey‎; ۲۵ دسامبر ۱۹۰۵ – ۲ نوامبر ۱۹۷۰) بازیگر سینما اهل بلژیک و فرانسه بود.
از فیلم‌ها یا برنامه‌های تلویزیونی که وی در آن نقش داشته‌است می‌توان به چگونه یک میلیون بدزدیم، لا روند، والس بزرگ، و توپ‌های سان سباستین اشاره کرد.

## بیوگرافی
قبل از جنگ جهانی اول، او تحصیلات خود را در بریتانیا به اتمام رساند و می‌توانست فرانسوی و انگلیسی را روان صحبت کند، چیزی که در نقش‌های سینمایی او مفید واقع شد. در طول جنگ، گروه در نیروی دریایی بازرگانی بریتانیا خدمت کرد.